# Idaea affumigata
Idaea affumigata là một loài bướm đêm trong họ Geometridae.